# Ambrosius Aurelianus
Ambrosius Aurelianus (ten onrechte in de Historia regum Britanniae Aurelius Ambrosius genoemd) was een legendarische leider van Brittannië en een nazaat van de oude Romeinse familie der Aurelii. Volgens de monnik en historicus Gildas (omstreeks 570) en de overleveringen uit de Historia Britonum won hij een aantal belangrijke veldslagen tegen de Angelsaksen in de 5e eeuw. In de annalen Chronicon Maiora is opgenomen dat Ambrosius in 479 aan de macht kwam. Sommige historici vermoeden dat hij de aanvoerder was van de Romano-Britten in de Slag bij Mons Badonicus rond 500, en een historische basis geeft voor de uit legenden bekende figuur van (koning) Arthur.

## Aurelianus volgens Gildas
Ambrosius Aurelianus is een van de weinigen die door Gildas bij naam worden genoemd in zijn De Excidio Britanniae (Over de ondergang van Brittannië). Volgend op de destructieve aanval van de Saksen, verzamelden de overlevende leiders zich onder Ambrosius, die wordt beschreven als een heer die, wellicht als enige Romein, de schok van deze storm heeft overleefd. Met zekerheid kwamen zijn ouders, die het purper droegen, in die storm om. Zijn afstammelingen in onze dagen zijn inferieur aan hun grootvaders [avita] uitmuntendheid. Volgens Gildas verenigde Ambrosius zijn overgebleven troepen en behaalde de eerste militaire overwinning op de Saksische invallers. Overigens was deze overwinning niet definitief: Soms waren de Saksen, en soms de burgers (Gildas doelt op de Romano-Britse inwoners) overwinnaar.
Twee onderdelen van deze korte omschrijving leiden tot vragen. De eerste is wat Gildas bedoelde met zijn ouders, die purper droegen: betekent dit dat Ambrosius is gerelateerd aan een Romeins heerser, wellicht het huis van Theodosius I, of een onwettige leider zoals Constantijn III van Rome? Of betekent dit dat de vader van Ambrosius senator was? Gildas refereert aan een “Milde Koning”, die na een wettelijk proces werd afgezet. Zeer recent heeft men in Engeland een schat gevonden van 15000 geldstukken. De schat bevatte ook tien lepels, die de naam Aurelius Ursicinus droegen. Misschien was dit de Milde Koning van Gildas en de vader van Ambrosius.
De tweede vraag is de betekenis van het woord avita: betekent het voorvaderen, of bedoelde Gildas specifieker grootvader – op die manier aantonend dat Ambrosius ongeveer een hele generatie voor de Slag bij Mons Badonicus leefde? Hoe moeten we de referentie van Gildas naar die veldslag interpreteren? Wil hij zeggen dat Ambrosius de aanvoerder was van die beroemde veldslag? In de meeste bronnen wordt die overwinning echter aan Arthur toegeschreven. In dat geval zou Ambrosius Aurelianus de historische figuur achter de Arthurlegende kunnen zijn.
Door gebrek aan informatie over deze periode is er geen definitief antwoord op deze vragen te geven.

## Andere bronnen over Aurelianus
In de Historia Britonum zijn diverse fragmenten gewijd aan Ambrosius. Het meest opvallende is het verhaal over Ambrosius, Vortigern en de twee draken onder Dinas Emrys (Welsh: Ambrosius' kasteel) in hoofdstukken 40-42. Dit verhaal werd later door Geoffrey van Monmouth uitgebreider verteld in diens Historia regum Britanniae, waarbij hij de persoon van Ambrosius verwart met de Welsh traditie van Merlijn, die voorspellingen deed over toekomstige overwinningen van de Keltische bewoners over de Saksen en Noormannen.
Er zijn meer fragmenten in de Historia Brittonum:
- in hoofdstuk 31 wordt gemeld dat Vortigern heerste met respect voor Ambrosius;
- in hoofdstuk 66 worden diverse gebeurtenissen gedateerd rond een Slag bij Guolph (vaak geassocieerd met Wallop nabij Salisbury), die tussen Ambrosius en Vitolinus (volgens sommigen de historische figuur achter Vortigern) zou hebben plaatsgevonden;
- in hoofdstuk 48, ten slotte, wordt verteld dat Pascent, Vortigerns zoon, de heerschappij verkreeg over de koninkrijken van Buellt en Gwrtheyrion.

Het is niet helder hoe deze zaken samenhangen, behalve dat ze uit dezelfde traditie stammen, en het is mogelijk dat deze referenties op een andere Ambrosius duiden. De Historia Brittonum dateert de Slag bij Guoloph in 439, 40 tot 50 jaar voor de slagen die volgens Gildas door Ambrosius zouden zijn geleid.
Volgens de annalen Chronicon Maiora kwam Ambrosius in 479 aan de macht. Dit strookt niet met andere chronologieën, maar deze datum maakt het waarschijnlijker dat hij de aanvoerder te Mons Badonicus was.
Geoffrey of Monmouth maakt van Ambrosius de zoon van koning Constantijn (de historische Constantijn III was een Romeinse gouverneur in Brittannië, die van 407 tot 411 Romeins keizer was). Toen de oudste zoon, Constans, vermoord werd op bevel van Vortigern, werden de twee overblijvende broers, Ambrosius en Uther Pendragon, nog zeer jong, naar Bretagne gesmokkeld. Later keerden de twee broers uit ballingschap terug met een leger, versloegen Vortigern en werden vrienden van Merlijn. Geoffrey maakt van Ambrosius de oom van Arthur.
Aurelius Ambrosius zou zijn jongere broer Uther Pendragon opdracht hebben gegeven naar Ierland te reizen en er de Ring van de Reuzen mee te nemen van Mount Killaraus en opnieuw te formeren op Mount Ambrius. Op laatstgenoemde plek waren de vierhonderdzestig baronnen en graven begraven, die omkwamen toen tijdens de vredesbijeenkomst de Saksen hen verraderlijk afslachtten. Zo zou Stonehenge, met hulp van de profeet Merlijn, zijn ontstaan in Kaer Radoc (Salisbury). Na in Winchester te zijn vergiftigd door Eapa de Ambroon, die zich als dokter uitgaf, werd ook Aurelius Ambrosius binnen de Ring van de Reuzen begraven. Later zou Uther Pendragon naast hem worden bijgezet.

## 1 Ambrosius of 2 Ambrosii?
Er zijn twee mogelijke oplossingen. De eerste is dat er twee Ambrosii waren. Ambrosius de Oudere zou dan een Romeinse gouverneur zijn geweest, die in 439 in de Slag van Guoloph tegen Vitalinus/Vitolinus/Vortigern stond en tijdens de Saksische opstand van 441/2 gedood werd. Ambrosius de Jongere zou geboren zijn in de jaren 430. Hij organiseerde het Britse leger naar Romeins model en stopte de Saksische vooruitgang in de periode 450-470. Hij was de held van het Britse verzet en de overwinnaar te Mons Badonicus. Ambrosius de Jongere zou dan aan de basis van de Arthurlegende kunnen liggen. Het is echter niet duidelijk hoe we deze hypothese kunnen verbinden met de figuur van de Milde Koning. Was Ambrosius de Oudere dan Aurelius Ursicinus, of de zoon van de Milde Koning?
Een tweede mogelijkheid is dat er slechts één Ambrosius was. Ten tijde van de Slag van Mons Badonicus was Ambrosius dan ten minste 75 jaar oud, wat het onwaarschijnlijk maakt dat hij op die leeftijd nog een leger aanvoerde. Hij kan echter de bejaarde opperaanvoerder van het leger geweest zijn, terwijl de rol van aanvoerder op het slagveld naar een jongere man ging, Arthur. Dit zou meteen verklaren waarom de overwinning van de Slag van Mons Badonicus aan twee mannen wordt toegeschreven.
Er is discussie over de vraag of zijn machtsbasis in het noorden of het westen lag. Sommige onderzoekers menen dat Amesbury de naam Ambrosius in zijn naam bewaard heeft, en dat dit de machtsbasis was van Ambrosius. Amesbury ligt vlak bij Stonehenge, dat volgens Geoffrey van Monmouth door Merlijn was gebouwd op bevel van Ambrosius. Hij zou de stenen cirkel hebben laten oprichten als herdenkingsmonument voor de slachtoffers van het Saksisch verraad tijdens de "Nacht van de Lange Messen", toen 300 Britten werden vermoord als gasten op een Saksisch feest.